# 马邑之谋
马邑之谋，又称马邑之战、马邑之围，是前133年汉朝策划的一场对匈奴的诱敌歼灭战，结果被匈奴识破，没有成功。马邑之谋虽然失败，但结束了汉朝自汉高帝时期以来对匈奴奉行了67年的和亲政策，同时也拉开了汉匈全面战争的序幕。

## 背景
秦汉之际，匈奴冒顿杀死其父头曼，自立为单于，并且东击东胡，西攻月氏，南併楼烦、白羊河南王，统一了匈奴各部。统一之后的匈奴开始强盛，拥有控弦的精锐部队近30万人。楚汉相争时，冒顿单于趁中原地区战乱，无暇北顾之机，收复了秦朝时期被蒙恬所夺的匈奴土地。西汉建国后，匈奴与西汉以河南塞、朝那（今宁夏回族自治区固原市东南）、肤施（今陕西省榆林市南鱼河堡附近）为界，以此侵犯燕、代地区。
前200年，匈奴首领冒顿单于趁机迅速扩张，建立了一个横跨东亚和中亚的强大草原帝国，并收复了被秦朝占领的河套地区。当汉高祖刘邦击败项羽，建立西汉王朝后，刘邦认识到了北方的威胁，并在公元前200年集结大军，亲征匈奴， 高祖在平定异姓王韩王信的叛乱时虽三次野战打败冒顿，刘邦不想打击汉军高涨的士气，部署追击，为了防止不测，派周勃南下攻打楼烦的三座城池，再跟主力会合，以备后援，后来刘邦少数兵力被冒顿主力包围在平城，冒顿围困于平城七天七夜，史称白登之围。7日后周勃等汉军的军队主力赶到，攻打冒顿的包围圈，为刘邦解围，汉军打败匈奴，刘邦为了休养生息，对匈奴采取和亲结盟政策，将宗室公主嫁予匈奴，并且开放匈奴贸易，此后吕后、汉文帝、汉景帝时期一直沿用高祖时期的政策，汉匈两国相安无事。
西汉王朝在经过汉文帝、汉景帝两代的“文景之治”后，经济上积累了巨额财富。汉景帝时平定吴楚七国之乱，政治上形成了强有力的中央集权，使汉匈两国的力量对比发生了巨大的变化。 
前140年，汉武帝刘彻即位后，决定废除屈辱的和亲政策，转而对匈奴实施军事打击。为此汉武帝进行了积极的部署和安排：委派李广等名将带兵镇守边郡要塞，征调士卒巩固边防，同时采取措施鼓励养马。前138年，汉武帝派张骞第一次出使西域，希望联合大月氏，夹击匈奴。经过经济、军事、外交一系列的努力，西汉抗击匈奴侵扰的条件已经成熟。

## 过程
前134年，匈奴派使者向汉武帝请求和亲，汉武帝命群臣商议对策。大行令王恢以匈奴屡次背弃盟约为由建议汉武帝拒绝和亲，而韩安国则以匈奴兵强马壮为由劝汉武帝接受和亲，群臣大多赞同韩安国的观点。汉武帝最终采纳韩安国的建议，与匈奴和亲。
前133年，雁门郡马邑（今山西省朔州市朔城区）豪绅聂壹通过王恢向汉武帝建议：匈奴刚刚与西汉和亲，非常信任边境的居民，可以利用财物引诱匈奴出兵，歼灭匈奴主力。汉武帝采纳王恢的建议，派遣精兵30万，任命卫尉李广为骁骑将军，太仆公孙贺为轻车将军，御史大夫韩安国为护军将军，率主力部队埋伏在马邑附近的山谷中。又任命大行令王恢为将屯将军，太中大夫李息为材官将军，率兵3万自代郡（今河北省蔚县东北）出发，从侧翼袭击匈奴的辎重并断其退路，准备一举全歼匈奴主力。汉武帝同时派遣聂壹为内应，前往匈奴诱敌。
聂壹以出塞经商为名，见匈奴军臣单于。聂壹欺骗单于说，他手下有数百人，能斩杀马邑城的官员，然后举城投降，马邑城内牲畜财物可尽归匈奴，但匈奴一定要派大军前来接应，以防汉兵。军臣单于贪图马邑城的财物，亲率10万大军进入武州塞（今山西省左云县），并派使者随聂壹先入马邑，等斩杀马邑的官员后再进兵。聂壹随后返回，与马邑县令密谋，杀死囚犯割下首级悬挂在城门之上，伪装成马邑官员的头颅，欺骗匈奴使者。
军臣单于得到使者的报告后，率领大军向马邑方向进军。大军来到距马邑百余里的地方，发现沿途有牲畜，却无人放牧，这引起了军臣单于的怀疑。匈奴在此时发现并攻下一座汉军边防小亭，俘获了汉雁门尉史。尉史在威胁下将汉军的计谋全部说出，军臣单于听后大惊之后继而大喜，说道：“我得到尉史不上汉天子的当，真是上天所赐。”于是封尉史为“天王”，下令立即撤军。
王恢、李息率领的3万大军从代郡出发，准备袭击匈奴的辎重，在得知匈奴退兵的消息后，非常惊奇。王恢心想自己的军队敌不过匈奴大军，只好退兵。韩安国等率领大军分驻马邑境内埋伏，但好几天不见动静，于是改变原先的作战方案，率军出击，结果一无所获。

## 影响
在汉武帝发动汉匈战争之前，匈奴和汉朝的国力都在上升阶段，从公元前209年至前127年，经冒顿、老上、军臣三代的父死子继，匈奴内部基本相安无事，匈奴也在这时期不断扩张，西击走月氏，并其旁二十六国；而汉朝的文景之治也出现了治世，除了平定七国之乱以外，没有大规模用过兵。汉匈战争爆发后都对两国带来严重的后果，即便是汉武帝死后，匈奴的军事实力仍足以威胁汉朝。
马邑之谋失败后，汉武帝以王恢发动战争却临阵脱逃为由，将其下狱。廷尉判处王恢死刑，王恢虽买通田蚡通过汉武帝的母亲王太后求情，但仍无法平息汉武帝的愤怒，王恢被迫自杀谢罪。
马邑之谋之后，匈奴断绝与西汉的和亲关系，多次派兵攻击边塞，侵入边境地区劫掠。但匈奴人因需要汉朝的财物，双方仍保持着边市贸易关系。